# 司马缉 (中山王)
司马缉（？—304年），河内郡温县（今河南省焦作市温县）人，晋朝宗室，曹魏鸿胪丞司马恂的孙子，西晋济南惠王司马遂之子。
元康二年九月乙酉（292年10月8日），中山王司马耽去世，（《晉書·列傳》誤作徙封中山王與去世同在咸寧三年（277年）。）没有儿子，其弟司马缉继承了中山王的爵位。八王之乱中，成都王司马颖任命司马缉为建威将军，与石熙等人率兵抵抗王浚，司马缉在阵中被俘虏后去世，没有儿子，中山国的封国被撤除。
| 前任： 兄司馬耽 | 晉朝中山王 293年—304年 | 繼任： 無 |